# Driopea excavatipennis
Driopea excavatipennis är en skalbaggsart som beskrevs av Stefan von Breuning 1965. Driopea excavatipennis ingår i släktet Driopea och familjen långhorningar.
Artens utbredningsområde är Laos. Inga underarter finns listade i Catalogue of Life.